# I Am the Club Rocker
Cet article concerne l’album d’Inna. Pour la chanson-titre, voir Club Rocker.
Albums de Inna
Hot
(2009) Party Never Ends
(2013)
Singles
1. Sun Is Up
Sortie : 3 octobre 2010
2. Club Rocker
Sortie : 30 mai 2011
3. Un Momento
Sortie : 19 juillet 2011
4. Endless
Sortie : 25 novembre 2011
5. WOW
Sortie : 6 avril 2012

I Am the Club Rocker est le deuxième album studio de la chanteuse roumaine Inna. Sorti le 19 septembre 2011 sous le label Roton, il est bâti par les producteurs de l’équipe Play & Win, qui collaborent avec l’interprète depuis ses débuts. L’opus, qui incorpore un sonorité nouvellement « rétro » vis-à-vis du paysage musical d’Inna, a été un certain temps connu à tort sous le titre Powerless, avant que la chanteuse ne démentisse elle-même cette rumeur sur les réseaux sociaux. En concordance avec la parution de ce deuxième album, Inna encourage ses fans du monde entier à s’affirmer en tant que « Club Rockers », tout en lançant un site web spécialement destiné à ses admirateurs et en introduisant une alternative pour mieux communiquer avec eux. Désireux de voir se placer I Am the Club Rocker au sommet des hit-parades à une échelle mondiale, les membres du collectif Play & Win décrivent cet album comme étant leur meilleure création jamais réalisée.
De manière à prolonger sa promotion, Inna part en tournée à travers l’Europe et visite plusieurs pays tels que la France, l’Espagne, l’Allemagne, la Turquie et la Roumanie. L’unique concert à Bucarest rassemble le public le plus nombreux jamais atteint pour un artiste roumain dans son pays d’origine depuis 2003. Au début de la période automnale de l’année 2011, Inna décide d’entamer une tournée promotionnelle au Mexique, pendant laquelle la chanteuse réussit à réunir la foule la plus importante jamais dénombrée au Six Flags México.
L’album sort en premier lieu le 26 août 2011 sur les plateformes numériques mexicaines, avant de paraître au format physique le 16 septembre 2011. Depuis son exploitation, il s’est positionné à la quinzième place des classements wallons et avait réalisé une faible performance dans les hit-parades mexicains, avant que la présence promotionnelle de la chanteuse dans le pays n’améliore cette position et le fasse remonter jusqu’au huitième rang, devenant ainsi le premier disque d’Inna à atteindre le sommet des classements régionnaux et à recenser une augmentation importante d’unités vendues, comme démontré par l’Asociación Mexicana de Productores de Fonogramas y Videogramas. Il a été certifié disque d’or par l’IFPI en Pologne et a réalisé une performance correcte au niveau des ventes en République tchèque, en France et en Roumanie, sans aucune sortie officielle dans les magasins. Enfin, il a également été certifié disque d’or par l’UPFR en Roumanie et titré « album de l’année » par la maison de disques Roton Music Romania.

## Contexte
Inna a tout d'abord annoncé travailler sur un nouvel album en juin 2011. Moon Girl et Sun Is Up ont été annoncés pour figurer sur le prochain album. Le 28 juin, Inna a posté une vidéo sur sa chaîne YouTube contenant un teaser de son PACK tube de l'été par Play & Win (y compris deux chansons: "Sun Is Up " et "Un Momento"). Le 10 juillet, lors de sa performance aux MTV Awards Roumanie Music, qui s'est tenue à Craiova Inna est première avec "Sun Is Up". En outre, "Sun Is Up" en première sur les radios en Roumanie et "Un Momento" a été publié en Espagne. En avril 2011, le deuxième single à être dans l'album a été dévoilé - "Club Rocker". Le titre doit être créé le 17 mai, lors du concert Inna de Bucarest.
Dans un premier temps, l'album était prévu pour être intitulé «Powerless», mais Inna personnellement rejeté cette rumeur, via Twitter. Le nom officiel de l'album a été annoncé via Facebook. Il a été dévoilé qu'il sera intitulé "I Am The Club Rocker", et Inna encourage ses fans à s'affirmer en tant que CLUB ROCKER!. Un total de plus de 1000 rockers club a montré en moins de trois jours (100 sur. Twitter et sur Facebook plus de 850) Inna poste sur son mur Facebook :

## Liste des pistes
Le 21 août 2011, Inna posta sur son site officiel la liste des titres de l'album.
| 1.    | Un Momento (avec Juan Magan)   | Play & Win, Juan Magan | 3:24 |
| 2.    | Club Rocker (avec Flo Rida)    | Play & Win             | 3:34 |
| 3.    | Sun is Up                      | Play & Win             | 3:16 |
| 4.    | House Is Going On              | Play & Win             | 3:14 |
| 5.    | Endless                        | Play & Win             | 3:44 |
| 6.    | Wow                            | Play & Win             | 3:09 |
| 7.    | Señorita                       | Play & Win             | 3:17 |
| 8.    | We're Going in the Club        | Play & Win             | 3:14 |
| 9.    | July                           | Play & Win             | 3:55 |
| 10.   | No Limit                       | Play & Win             | 3:26 |
| 11.   | Put Your Hands Up              | Play & Win             | 3:31 |
| 12.   | Moon Girl                      | Play & Win             | 3:33 |
| 13.   | Club Rocker (Play & Win Remix) | Play & Win             | 4:09 |
| 45:33 |                                |                        |      |

| Deluxe edition bonus tracks | Deluxe edition bonus tracks                          | Deluxe edition bonus tracks | Deluxe edition bonus tracks | Deluxe edition bonus tracks | Deluxe edition bonus tracks | Deluxe edition bonus tracks | Deluxe edition bonus tracks | Deluxe edition bonus tracks | Deluxe edition bonus tracks |
| No                          | Titre                                                | Producer(s)                 | Durée                       |                             |                             |                             |                             |                             |                             |
| --------------------------- | ---------------------------------------------------- | --------------------------- | --------------------------- | --------------------------- | --------------------------- | --------------------------- | --------------------------- | --------------------------- | --------------------------- |
| 14.                         | Un Momento (feat. Juan Magan) (Tony Zampa Tools Mix) | Play & Win                  | 7:24                        |                             |                             |                             |                             |                             |                             |
| 15.                         | Club Rocker (feat. Flo Rida) (Da Brozz Remix)        | Play & Win                  | 5:09                        |                             |                             |                             |                             |                             |                             |
| 60:07                       |                                                      |                             |                             |                             |                             |                             |                             |                             |                             |

## Performance dans les hit-parades
| Classement (2011-2012)               | Meilleure position |
| ------------------------------------ | ------------------ |
| Belgique Classement album (Wallonie) | 15                 |
| République tchèque Classement album  | 12                 |
| France Classement album              | 23                 |
| Mexique Classement album             | 8                  |
| Japon Classement album               | 17                 |

| Pays         | Certification | ventes |
| ------------ | ------------- | ------ |
| Pologne ZPAV | Or            | 20 000 |

### Singles
| Titre                                                             | Année | Meilleure position | Meilleure position | Meilleure position | Meilleure position | Meilleure position | Meilleure position | Meilleure position | Meilleure position | Meilleure position | Meilleure position | Certifications              |
| Titre                                                             | Année | Roumanie           | Autriche           | France             | Allemagne          | Irlande            | Pays-Bas           | Slovaquie          | Espagne            | Suisse             | UK                 | Certifications              |
| ----------------------------------------------------------------- | ----- | ------------------ | ------------------ | ------------------ | ------------------ | ------------------ | ------------------ | ------------------ | ------------------ | ------------------ | ------------------ | --------------------------- |
| Sun Is Up                                                         | 2010  | 2                  | 33                 | 2                  | 26                 | 38                 | 9                  | 20                 | 22                 | 3                  | 15                 | - Italie : Or - Suisse : Or |
| Club Rocker                                                       | 2011  | 42                 | 14                 | 32                 | —                  | —                  | —                  | 11                 | —                  | 64                 | —                  |                             |
| Un Momento (avec Juan Magan)                                      | 2011  | 12                 | —                  | 42                 | —                  | —                  | —                  | 4                  | 46                 | —                  | —                  |                             |
| Endless                                                           | 2011  | 5                  | —                  | —                  | —                  | —                  | —                  | 9                  | —                  | —                  | —                  |                             |
| Wow                                                               | 2012  | 10                 | —                  | —                  | —                  | —                  | —                  | —                  | —                  | —                  | —                  |                             |
| "—" signifie que le single n'est pas classé ou sorti dans le pays |       |                    |                    |                    |                    |                    |                    |                    |                    |                    |                    |                             |

## Historique de sortie
| Pays                      | Date               | Format                     | Label                                | Édition(s)                                    | Catalogue  |
| ------------------------- | ------------------ | -------------------------- | ------------------------------------ | --------------------------------------------- | ---------- |
| Mexique                   | 26 août, 2011      | CD, téléchargement digital | + Mas Label, EMPO Recordings Mexique | Standard, édition deluxe                      | 460666847  |
| Pays-Bas                  | 16 septembre 2011  | CD, téléchargement digital | Spinnin'                             | Standard, édition deluxe                      | 463401037  |
| Italie                    | 19 septembre 2011  | CD, téléchargement digital | Do It Yourself                       | Standard, édition deluxe                      | DOIT1102   |
| Roumanie                  | 19 septembre 2011  | CD, téléchargement digital | Roton Romania                        | Standard                                      | 58666489   |
| Allemagne Autriche Suisse | 19 septembre 2011  | CD, téléchargement digital | Roton Romania                        | Standard                                      | B005DZMQ0E |
| Belgique                  | 19 septembre 2011  | CD, téléchargement digital | ARS Entertainment                    | Standard                                      | 461775120  |
| États-Unis                | 27 septembre 2011  | CD, téléchargement digital | Ultra Records                        | Standard, deluxe édition                      | 465760901  |
| Pologne                   | 30 septembre, 2011 | CD, téléchargement digital | Roton Romania                        | Standard                                      | 1044878431 |
| France                    | 24 octobre 2011    | CD, téléchargement digital | Roton Romania                        | Standard, deluxe édition, collectors' édition | 471938241  |
| Canada                    | 24 octobre 2011    | CD, téléchargement digital | Ultra                                | Standard, deluxe édition, collectors' édition |            |